# Euphonia
Euphonia är ett släkte i familjen finkar inom ordningen tättingar. Släktet omfattar numera 25 arter som förekommer i Latinamerika:
- Jamaicaeufonia (E. jamaica)
- Orangekronad eufonia (E. saturata)
- Blygrå eufonia (E. plumbea)
- Purpurstrupig eufonia (E. chlorotica)
- Guyanaeufonia (E. finschi)
- Magdalenaeufonia (E. concinna)
- Venezuelaeufonia (E. trinitatis)
- Västmexikansk eufonia (E. godmani) – tidigare del av affinis
- Buskeufonia (E. affinis)
- Gulkronad eufonia (E. luteicapilla)
- Vittyglad eufonia (E. chrysopasta)
- Vitgumpad eufonia (E. minuta)
- Stornäbbad eufonia (E. chalybea)
- Purpureufonia (E. violacea)
- Gulpannad eufonia (E. hirundinacea)
- Tjocknäbbad eufonia (E. laniirostris)
- Fläckpannad eufonia (E. imitans)
- Brunbukig eufonia (E. gouldi)
- Brungumpad eufonia (E. fulvicrissa)
- Brunkronad eufonia (E. anneae)
- Orangebukig eufonia (E. xanthogaster)
- Bronseufonia (E. mesochrysa)
- Blåsvart eufonia (E. cayennensis)
- Rostbukig eufonia (E. rufiventris)
- Kastanjebukig eufonia (E. pectoralis)

Ytterligare fem arter placerades tidigare i släktet, men förs numera till Chlorophonia efter genetiska studier:
- Prakteufonia (C. elegantissima)
- Hispaniolaeufonia (C. musica)
- Puertoricoeufonia (C. sclateri)
- Antillereufonia (C. flavifrons)
- Svartpannad eufonia (C. cyanocephala)

Tidigare behandlades eufoniorna och klorofoniorna som tangaror, men DNA-studier visar att de tillhör familjen finkar, där de tillsammans är systergrupp till alla övriga finkar, bortsett från släktet Fringilla.